# Arrondissement Fougères-Vitré
Fougères-Vitré is een arrondissement van het Franse departement Ille-et-Vilaine in de regio Bretagne. De onderprefectuur is Fougères. Het arrondissement is in 2010 ontstaan uit het toenmalige arrondissement Fougères waaraan de zes kantons van het arrondissement Rennes die tot 1926 het arrondissement Vitré vormden werden toegevoegd.

## Kantons
Het arrondissement was tot 2014 samengesteld uit de volgende kantons:
- Kanton Antrain
- Kanton Argentré-du-Plessis - toegevoegd van het arrondissent Rennes
- Kanton Châteaubourg - toegevoegd van het arrondissent Rennes
- Kanton Fougères-Nord
- Kanton Fougères-Sud
- Kanton La Guerche-de-Bretagne - toegevoegd van het arrondissent Rennes
- Kanton Louvigné-du-Désert
- Kanton Retiers - toegevoegd van het arrondissent Rennes
- Kanton Saint-Aubin-du-Cormier
- Kanton Saint-Brice-en-Coglès
- Kanton Vitré-Est - toegevoegd van het arrondissent Rennes
- Kanton Vitré-Ouest - toegevoegd van het arrondissent Rennes

Na de herindeling van de kantons bij decreet van 18 februari 2014, met uitwerking op 22 maart 2015, omvat het volgende kantons :
- Kanton Val-Couesnon  (deel : 15/24)
- Kanton Châteaugiron   (deel : 6/14)
- Kanton Fougères-1   (deel : 15,5/16,5)
- Kanton Fougères-2
- Kanton La Guerche-de-Bretagne
- Kanton Janzé  (deel : 3/10)
- Kanton Vitré